# Средняя Шахтама
Средняя Шахтама — село в Шелопугинском районе Забайкальского края России в составе сельского поселения «Вершино-Шахтаминское».

## География
Село находится в южной части района на расстоянии примерно 35 километров (по прямой) на юг-юго-восток от села Шелопугина.
Климат
Климат характеризуется как резко континентальный, с продолжительной морозной малоснежной зимой и коротким тёплым летом. Средняя многолетняя температура самого холодного месяца (января) составляет −33,6 °С (абсолютный минимум — −59 °С), температура самого тёплого (июля) — 17,7 °С (абсолютный максимум — 36 °С). Безморозный период длится в течение 74 дней. Среднегодовое количество осадков — 359 мм.
Часовой пояс
Село Средняя Шахтама находится в часовой зоне МСК+6. Смещение применяемого времени относительно UTC составляет +9:00.

## История
Упоминается с 1830 года. Рядом находится крупное Шахтаминское месторождение россыпного золота. Ныне играет роль дачного поселка для жителей села Вершино-Шахтаминский.

## Население
Постоянное население составляло 56 человек в 2002 году (русские 93 %), 84 человека в 2010 году.